# Héctor Silva (labdarúgó)
Carlos Héctor Silva (Montevideo, 1940. február 1. – Montevideo, 2015. augusztus 30.) uruguayi válogatott labdarúgó.
Az uruguayi válogatott tagjaként részt vett az 1962-es és az 1966-os világbajnokságon

## Sikerei, díjai
Peñarol
- Uruguayi bajnok (4): 1964, 1965, 1967, 1968
- Copa Libertadores (1): 1966
- Interkontinentális kupa (1): 1966

Palmeiras
- Brazil bajnok (1): 1972
- Paulista bajnok (1): 1972

Uruguay
- U19-es Dél-amerikai bajnok (1): 1958